# STS-3xx
STS-3xx e означението на планираните, но неизползвани спасителни мисии по програма Спейс шатъл на НАСА. Наричани са още Launch On Need (LON) (старт при нужда) и Contingency Shuttle Crew Support (CSCS). Те са създадени по препоръка на комисията, разследвала катастрофата на совалката „Колумбия“, мисия STS-107. В случай на повреда на топлозащитното покритие на совалката и невъзможност за безопасно завръщане на екипажа на Земята се предвиждало той да остане на борда на МКС и да дочака спасителния полет на друга совалка.

## Планиране и подготовка
Мисия STS-3xx може да започне по всяко време в рамките на около 40 дни. Екипажът на повредената совалка е трябвало да се придвижи до МКС, а тя самата да се доведе до контролирано изгаряне в атмосферата на Земята. От мисия STS-121 вече е имало възможност за дистанционно подхождане и кацане с цел спасяване на совалката без да се застрашава живота на екипажа. Ресурсите на МКС са достатъчни за поддържане на двата екипажа в продължение на около 80 денонощия, като ограничаващ фактор е запасът от кислород.
След мисия STS-124, предвид увеличените възможности (ресурси) на станцията многочленния екипаж може да дочака следваща мисия на совалка.

## Означение
Първите мисии на НАСА са с означението STS-300 за STS-114 и STS-121 и STS-301 за STS-115. Следващите носят номер STS-3xx и собствен номер. Тук последните две цифри са на мисията, за която спасителната совалка всъщност е готова за използване. Например ако „Индевър“ по време на полет STS-118 е повредена непоправимо, мисията на готовата за следващия планиран полет совалка Дискавъри е STS-120. Номерът на спасителната мисия ще бъде STS-320.

## Списък на спасителните мисии по програмата
| Мисия   | Совалка   | Спасителна мисия | Совалка   |
| ------- | --------- | ---------------- | --------- |
| STS-114 | Дискавъри | STS-300          | Атлантис  |
| STS-121 | Дискавъри | STS-300          | Атлантис  |
| STS-115 | Атлантис  | STS-301          | Дискавъри |
| STS-116 | Дискавъри | STS-317          | Атлантис  |
| STS-117 | Атлантис  | STS-318          | Индевър   |
| STS-118 | Индевър   | STS-320          | Дискавъри |
| STS-120 | Дискавъри | STS-322          | Атлантис  |
| STS-122 | Атлантис  | STS-323          | Индевър   |
| STS-123 | Индевър   | STS-324          | Дискавъри |
| STS-124 | Дискавъри | STS-326          | Индевър   |
| STS-126 | Индевър   | STS-319          | Дискавъри |
| STS-119 | Дискавъри | STS-327          | Индевър   |
| STS-125 | Атлантис  | STS-400          | Индевър   |
| STS-127 | Индевър   | STS-328          | Дискавъри |
| STS-128 | Дискавъри | STS-329          | Атлантис  |
| STS-129 | Атлантис  | STS-330          | Индевър   |
| STS-130 | Индевър   | STS-331          | Дискавъри |
| STS-131 | Дискавъри | STS-332          | Атлантис  |
| STS-132 | Атлантис  | STS-333          | Индевър   |
| STS-133 | Дискавъри | STS-334          | Индевър   |
| STS-134 | Индевър   | STS-335          | Атлантис  |

## План на полета
- – 35 ден: Водещите мениджъри на НАСА достигат до заключението, че космическата совалка е силно повредена и е невъзможно безопасносното и завръщане на Земята. Дава се заповед за начало на подготовка на спасителна мисия STS-3xx.
- – 25 ден: Екипажът на повредената совалка се намира в МКС. Самата повредена совалка се управлява дистанционно от Земята или от МКС и контролирано се изгаря над Тихия океан или, ако е възможно, се приземява в базата „Ванденберг“. Екипажите на совалката и МКС трябва да изразходват икономично ресурсите на станцията, за да има достатъчно време до пристигането на спасителната совалка.
- – 15 ден: Спасителната совалка е придвижена от сградата за сглобяване до стартовата площадка 39А или 39В.
- – 10 ден: четиричленния спасителен екипажа (командир, пилот и двама специалисти по мисията) пристигат в Космич1еския център „Кенеди“ и остават под карантина за предотвратяване на разболяване от бързоразвиващи се болести, които да доведат до допълнително закъснение.
- – 3 ден: последни приготовления за изстрелване.
- – 1 ден: започва пълненето на резервоарите с течен кислород и водород.
- – 5 часа: на спасителния екипаж е на стартовата площадка.
- – 3 часа: Започва предстартовото броене.
- 0: старт на спасителната мисия.
- + 2 минути: отделяне на твърдогоривните ускорители.
- + 8 минути: изключване на главния двигател и отделяне на резервоара за течно гориво.
- + 11 минути: совалката-спасител е в орбита.
- + 2 ден: Проверка на спасителната совалката за повреди по топлинния щит.
- + 4 ден подготовка за приземяване на спасителната совалка с 11-членен екипаж (нейният екипаж плюс седемте от авариралата совалка).
- + 5 ден: Подаване на спирачен импулс над Индийския или Тихия океан и приземяване в КЦ Кенеди (Kennedy Space Center), Флорида или базата на ВВС Едуардс (Edwards Air Force Base) в Калифорния.

Руски безпилотен космически кораб „Прогрес“ в рамките от няколко дни до няколко седмици трябва да допълни резкия спад на запасите за екипажа на Международната космическа станция.

## STS-400
Мисията е обслужваща за телескопа Хъбъл. Тъй като параметрите на орбитата му се различават (много по-голяма височина и по-малък наклон), при повреда екипажът няма да има възможност да използва за временно убежище МКС. За този полет НАСА има разработен план, подобен на тези отпреди времето на МКС. Тя може да стартира най-малко 7 дни след старта на STS-125, тъй като екипажът има ограниен ресурс до 23 денонощия на борда на совалката. За тази мисия се получава рядкото явление на двете стартови площадки да има по една совалка (за 19-и и последен път в историята на Спейс шатъл). Мисията е планирана по свой различен начин от другите спасителни мисии.

## STS-335
Особеното тук е, че STS-134 е последният редовен полет по програма Спейс шатъл и STS-335 е планиран като спасителен към него. Tъй като няма да има следващ полет е предвидено да носи МТМ „Рафаело“ пълен с провизии за попълване запасите на станцията. За самия полет STS-135 поради липса на действаща совалка, спасителна мисия не е предвидена.